# Жорж Міз
Жорж Міз (фр. Georges Miez, 2 жовтня 1904 — 17 квітня 1999) — швейцарський гімнаст, чотириразовий олімпійський чемпіон, чемпіон світу.